# بين سومرز
بين سومرز (بالإنجليزية: Ben Sommers)‏ هو شخصية أعمال أمريكي، ولد في 1 ديسمبر 1906 في نيويورك في الولايات المتحدة، وتوفي في 30 أبريل 1985 في Lenox Hill ‏ في الولايات المتحدة.